# Norrbådan, Malax
Norrbådan är en ö i Finland. Den ligger i Norra kvarken och i kommunen Malax i den ekonomiska regionen  Vasa i landskapet Österbotten, i den västra delen av landet. Ön ligger omkring 24 kilometer sydväst om Vasa och omkring 360 kilometer nordväst om Helsingfors.
Öns area är 5,3 hektar och dess största längd är 370 meter i sydöst-nordvästlig riktning. I omgivningarna runt Norrbådan växer i huvudsak blandskog.